# François Melis
François Melis, est un joueur de pétanque français. 

## Clubs
- ?-? : Lou Pitchoun Paris (Paris)

## Palmarès

### Séniors

#### Championnats du Monde
Troisième
- Triplette 1965 (avec Jean Paon et Marcel Sarnito) :  Équipe de France

#### Championnats de France
Champion de France
- Triplette 1965 (avec Jean Paon et Marcel Sarnito) : Lou Pitchoun Paris[1]

#### Mondial La Marseillaise
Vainqueur
- 1974 (avec Jean-Marc Foyot et Raymond Authieu)
- 1975 (avec Jean-Marc Foyot et Raymond Authieu)
- 1976 (avec Jean-Marc Foyot et Raymond Authieu)